# Высокое (Троснянский район)
Высо́кое — село в Троснянском районе Орловской области России. Входит в состав Пенновского сельского поселения.

## География
Село находится в южной части Орловской области, в лесостепной зоне, в пределах центральной части Среднерусской возвышенности, на правом берегу реки Свапы, на расстоянии примерно 20 километров (по прямой) к юго-юго-западу (SSW) от села Тросны, административного центра района. Абсолютная высота — 199 метров над уровнем моря.
Климат
Климат характеризуется как умеренно континентальный с умеренно морозной зимой и тёплым летом. Средняя многолетняя температура самого холодного месяца (января), составляет −9,7°С, температура самого тёплого (июля) — +19°С. Среднегодовое количество атмосферных осадков — 540 мм.
Часовой пояс
Село Высокое, как и вся Орловская область, находится в часовой зоне МСК (московское время). Смещение применяемого времени относительно UTC составляет +3:00.

## История
С XVII века до 1924 года село входило в состав Кромского уезда. Как минимум, с начала XVIII века в Высоком действовал церковный приход. В 1897 году в Высоком проживал 1291 человек (575 мужского пола и 716 женского); всё население исповедовало православие. В 1937 году в селе было 205 дворов. До 1961 года Высокое являлось административным центром Высокинского сельсовета.

## Население
| 2010 |
| ---- |
| 12   |

Половой состав
По данным Всероссийской переписи населения 2010 года в гендерной структуре населения мужчины составляли 25 %, женщины — соответственно 75 %.
Национальный состав
Согласно результатам переписи 2002 года, в национальной структуре населения русские составляли 100 % из 29 чел.

## Известные уроженцы
- Филарет (Амфитеатров) (1779—1858) — епископ Православной российской церкви; митрополит Киевский и Галицкий.